# Antoni Garnuszewski

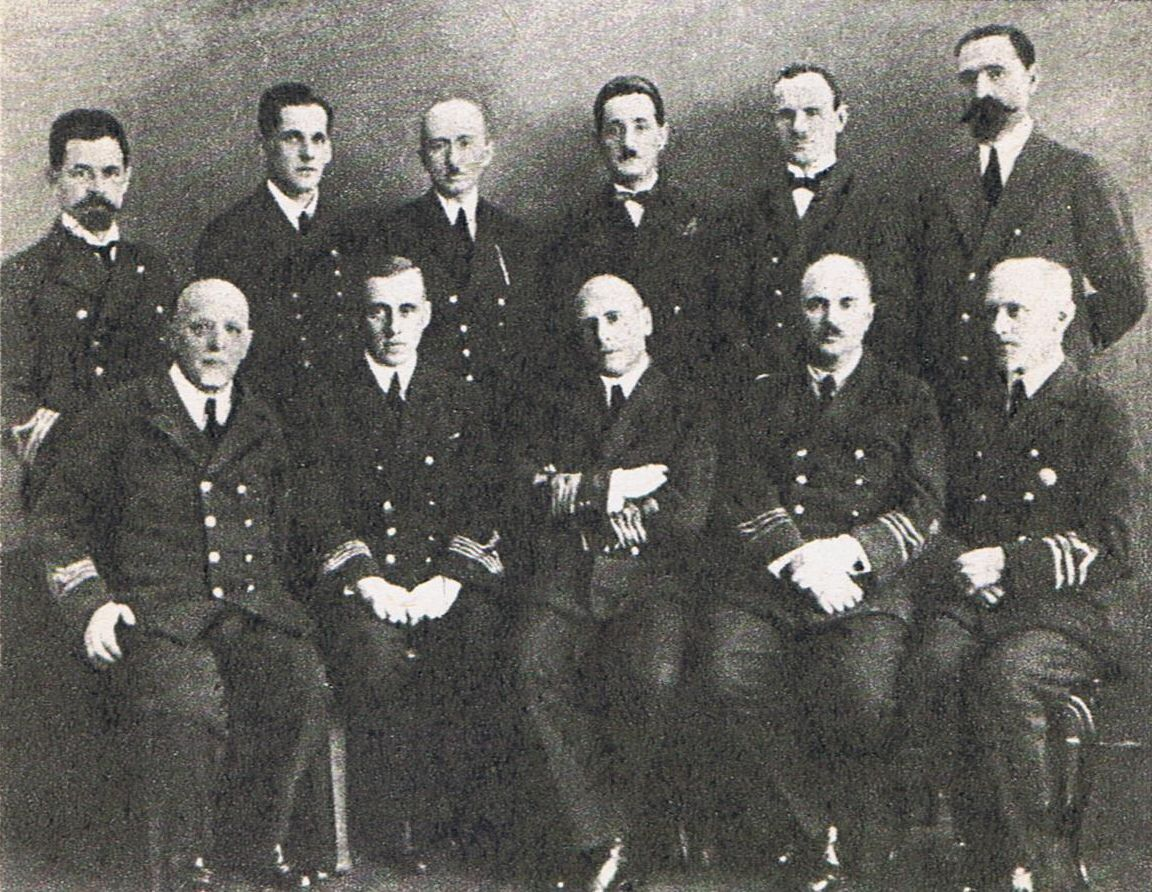
Antoni Garnuszewski wśród wykładowców Szkoły Morskiej w Tczewie (siedzi trzeci od lewej strony).

Antoni Garnuszewski (ur. 26 marca 1886 w Warszawie, zm. 17 sierpnia 1964 w Gdyni) – inżynier komunikacji, dyrektor i organizator Szkoły Morskiej w Tczewie, ojciec Zbigniewa Garnuszewskiego.

## Życiorys

### Wykształcenie i służba
Syn Antoniego i Walerii z Bałutowskich. W 1906 ukończył naukę na wydziale nawigacyjnym Szkoły Morskiej w Odessie i rozpoczął praktykę w rosyjskiej marynarce handlowej. W 1912 ukończył studia na wydziale budowy okrętów Politechniki w Petersburgu, po czym przeszedł do obowiązkowej służby w rosyjskiej marynarce wojennej (jako junkier), zdając egzamin oficerski Inżynieryjnej Szkoły Morskiej w Kronsztadzie. Pod koniec roku 1913 uzyskał stopień podporucznika - inżyniera okrętowego i podjął służbę w ówczesnej rosyjskiej twierdzy-porcie Sveaborg (dzisiejszy obszar Helsinek), pełniąc funkcje nadzorującego w bazie warsztatowo-budowlanej.

### W niepodległej Polsce
Od 1 czerwca 1920 w służbie Polskiej Marynarki Wojennej objął funkcję dyrektora powstającej Szkoły Morskiej w Tczewie (1920–1929). W 1923 organizował i brał udział w rejsie szkoleniowym STS Lwowa do Brazylii (podczas rejsu po raz pierwszy w dziejach polskiej żeglugi statek pod polską banderą przepłynął równik). Jest autorem pierwszych polskich podręczników fachowych z zakresu budownictwa okrętowego ("Budowa okrętu" i "Teoria okrętu"). Od sierpnia 1929 pełnił funkcje naczelnika wydziału administracji morskiej i zastępcy dyrektora Urzędu Morskiego w Gdyni.
Podczas II wojny światowej, pod koniec września 1939 (po zajęciu Gdyni przez Niemców), został przymusowo wysiedlony do tzw. Generalnego Gubernatorstwa.

### W czasach Polski Ludowej
W kwietniu 1945 objął stanowisko naczelnika wydziału żeglugi nowo powstałego Głównego Urzędu Morskiego w Gdańsku oraz wznowił prowadzenie wykładów z zakresu budowy i teorii okrętu w Państwowej Szkole Morskiej w Gdyni.
W ramach PLO pływał szkolny drobnicowiec typu "B80" "Antoni Garnuszewski", zbudowany w 1974 w Szczecinie. Jedno z tczewskich osiedli zostało nazwane od jego nazwiska osiedlem Garnuszewskiego. Poczta Polska wyemitowała 21 lipca 1980 r. znaczek pocztowy przedstawiający MS Antoni Garnuszewski o nominale 2,5 złotego. Autorem projektu znaczka był Stefan Małecki. Obok statku na znaczku widniał portret kpt. Antoniego Garnuszewskiego. Znaczek pozostawał w obiegu do 31 grudnia 1994 r.

## Odznaczenia
- Krzyż Oficerski Orderu Odrodzenia Polski (2 maja 1924)[4][5]